# Jacques Dutailly
Jacques Dutailly, né le 16 janvier 1954 à Lillers, est un coureur cycliste français, actif de 1976 à 1990,.

## Biographie
En 1984, il fait partie de l'équipe amateurs du C.C. Wasquehal.

## Palmarès
- 1976
  - Grand Prix de Lillers-Souvenir Bruno Comini
- 1977
  - 2e du Grand Prix des Flandres françaises
- 1981
  - Poly Nordiste
- 1983
  - Circuit de la Vallée de l'Aa
- 1984
  - Circuit du Port de Dunkerque
  - 2e du Grand Prix des Flandres françaises
  - 3e du Chrono Madeleinois
- 1985
  - Grand Prix de Lillers-Souvenir Bruno Comini
  - Chrono Madeleinois
- 1986
  - 3e du Grand Prix des Flandres françaises
- 1987
  - 3e du Grand Prix des Flandres françaises
- 1988
  - Tour du Périgord
  - 2e de Amiens-Beaurains
- 1990
  - 3e de Paris-Chauny